# Hibiscus gossweileri
Hibiscus gossweileri là một loài thực vật có hoa trong họ Cẩm quỳ. Loài này được Sprague mô tả khoa học đầu tiên năm 1908.